# فلوريد النيوبيوم الرباعي
فلوريد النيوبيوم (IV) مركب كيميائي له الصيغةNbF4 وهي مادة صلبة سوداء غير متطايرة.

## بنية
يتبنى فلوريد النيوبيوم (IV) بنية بلورية مماثلة لتلك الموجودة في فلوريد القصدير (IV) حيث تُحاط كل ذرة نيوبيوم بستة ذرات فلور تشكل مجسمًا ثماني الوجوه. من بين ذرات الفلور الست المحيطة بذرة نيوبيوم واحدة أربع ذرات جسور إلى ثماني الأوجه المجاورة، مما يؤدي إلى بنية من ثماني الأوجه متصلة في طبقات.